# Stratfor
Strategic Forecasting, Inc., más conocida por el acrónimo StratFor, es una empresa privada estadounidense especializada en servicios de inteligencia y espionaje.

## Fundación y Presidencia
Fue fundada en 1996 en Austin (Texas) por el actual Director ejecutivo (CEO) George Friedman, quien además ha ocupado los cargos de director general y jefe de inteligencia de la empresa. Fred Burton es el presidente de Stratfor, Vicepresidente de Contraterrorismo y Seguridad Corporativa.

## Productos, servicios e historia
La principal tarea de Stratfor es la asesoría en el campo de la seguridad y la inteligencia a otras empresas privadas y organismos gubernamentales de todo el mundo.

### Kosovo Crisis Center - Bombardeo de la OTAN sobre Kosovo en 1999
Desde su creación en 1996, Stratfor publica diariamente un informe de inteligencia. Su gran éxito se debe a la creación de su Centro de Crisis de Kosovo (Kosovo Crisis Center) durante los ataques aéreos sobre Yugoslavia por parte de la OTAN en 1999, lo que fue muy publicitado por la prensa (Time, Texas Monthly y otras publicaciones).

### Breaking News - Atentados del 11 de septiembre de 2001
Desde finales de 1999 la empresa de espionaje Stratfor ha introducido un servicio de suscripción a través del cual ofrece la mayoría de sus análisis e informes. Durante los Atentados del 11 de septiembre de 2001, Stratfor publicó sus noticias breves ("Breaking News") así como análisis predictivos de las acciones susceptibles de ser adoptadas tanto por Al Qaeda como la administración de George W. Bush.

### Software para reuniones privadas y aplicaciones iPhone
Stratfor tiene algunos productos de software disponibles para reuniones privadas, membresías corporativas, así como un negocio editorial que incluye el análisis de escritos y multimedia, y también aplicaciones para el iPhone.

### Autoridad en temas de inteligencia - la sombra de la CIA
Stratfor ha sido citado por medios de comunicación como CNN, Bloomberg, Associated Press, Reuters, The New York Times y la BBC  como una reconocida autoridad en temas de inteligencia estratégica y táctica. La revista Barron's se refiere a Stratfor como La CIA en la sombra ("The Shadow CIA").

## Filtración de correos electrónicos en 2012 por WikiLeaks
- The Global Intelligence Files - Stratfor
- Gifiles - Público, España

En febrero de 2012 la página web WikiLeaks anunció la filtración de más de 5 millones de correos electrónicos internos de STRATFOR. WikiLeaks facilitó a numerosos periódicos y medios de comunicación internacionales el acceso a la documentación. Anonymous afirma haber proporcionado a Wikileaks los datos. Una nota oficial de STRATFOR considera deplorable la publicación de los correos electrónicos. Según se desprende de estos correos, la profesionalidad real de la agencia no es pareja a la fama que soportaba.